# Comerica Bank Challenger 1993
Il Comerica Bank Challenger 1993 è stato un torneo di tennis facente parte della categoria ATP Challenger Series nell'ambito dell'ATP Challenger Series 1993. Il torneo si è giocato a Aptos negli Stati Uniti dal 12 al 18 luglio 1993 su campi in cemento.

## Vincitori

### Singolare
Patrick Rafter ha battuto in finale  Cristiano Caratti con il punteggio di 6–2, 6–3

### Doppio
Gilad Bloom /  Christian Saceanu hanno battuto in finale  Cristiano Caratti /  Grant Doyle con il punteggio di 7–5, 6–3